# Editorial Denes
Denes és una editorial valenciana fundada el 1987, especialitzada en llibres en valencià (assaig, diccionaris, poesia, infantil) i també en castellà. Va encetar l'activitat de les seues edicions amb els diccionaris i les obres del lexicògraf Francesc Ferrer Pastor, que des de l'any 1956 va desenvolupar el seu treball.
Al llarg dels anys s'han consolidat gradualment una sèrie de col·leccions literàries i així l'Editorial ha adquirit una implantació en el mercat i entre els lectors. A més, continua ampliant el catàleg amb la incorporació de nous llibres encaminats pedagògicament a l'ensenyament del valencià. El seu principal objectiu és satisfer les inquietuds de qualsevol tipus de lector.

## Col·leccions
Entre la diversitat de les seues col·leccions hi destaca la Francesc Ferrer Pastor en l'àmbit de la investigació; Estudis dedicada a treballs de recuperació i coneixement dels trets culturals i científics valencians; i la Bàsica, iniciada recentment, dedicada d'una manera àmplia a l'assaig i a la difusió de temes literaris i socioculturals des d'una perspectiva valenciana.
La publicació de poesia es troba compilada sota el nom Edicions de la Guerra amb mig centenar d'autors de la poesia universal, clàssics i actuals. I, quant a la col·lecció Teatre, recull els nostres autors més notoris en català.
Pel que fa a les col·leccions en castellà, cal destacar el recent inici de Calabria que està separada en diverses sèries com són: Calabria periodismo, Calabria biografía, Calabria teatro, Calabria ensayo i Calabria poesía.
També hi compten amb col·leccions adreçades als lectors infantils i juvenils com Contes de Tots, Les Nostres Tradicions, Contaralles de la Meua Terra, Les aventures de l'eriçó Costumeta, Poble a poble i Biografies, que formen un conjunt d'uns seixanta títols.
Finalment, cal destacar la Col·lecció Rent, una col·lecció de literatura religiosa contemporània dirigida per Agustí Colomer Ferràndiz que comprèn diferents gèneres: narrativa, poesia, assaig, teatre, homilètica i altres que posa a l'abast del públic un conjunt d'obres sobre literatura d'inspiració cristiana feta des del segle xix als nostres dies en valencià. Es tracta de textos que reuneixen els valors estètics, culturals i espirituals d'uns escriptors que mostren en les seues creacions la bellesa i la profunditat d'un humanisme alhora arrelat i transcendent, segons el seu director. La col·lecció alterna escriptors de la literatura universal i autors valencians. El nom de la col·lecció, de ressonàncies evangèliques, és també un homenatge als valencians que crearen l'associació La Paraula Cristiana, el butlletí de la qual es titulava Rent.